# Le Coteau
Le Coteau település Franciaországban, Loire megyében. Lakosainak száma 6893 fő (2022. január 1.). Le Coteau Roanne, Commelle-Vernay, Parigny, Perreux és Saint-Vincent-de-Boisset községekkel határos.

## Népesség
A település népességének változása:
| Lakosok száma | 7613 | 8359 | 7469 | 7065 | 6775 | 6821 | 6872 | 6880 | 6886 | 6893 |
|               | 1968 | 1982 | 1990 | 2006 | 2013 | 2015 | 2017 | 2019 | 2020 | 2022 |